# Invierno Ruso (Timkov)
Invierno Ruso - una cuadro del pintor ruso soviético Nikolai Timkov, en la que el autor describe día frío en el Valentinovka pueblo en la región de Tver.

## Descripción
El autor describe la Río Msta, un grupo de álamos en la nieve y las afueras de la aldea Valentinovka. En estos lugares el artista ha trabajado durante treinta años. Pintura decorativa. Distingue tanto la monumentalidad y el lirismo que se ha convertido en característica de la creatividad Timkov después de un viaje al año anterior hasta los Urales. Son estas cualidades en el futuro traerá gloria al autor de los paisajes más grande maestro ruso de la segunda mitad del siglo XX.

## Historia
Por primera vez la cuadro «Invierno Ruso» fue expuesta en 1975 en los salones de la Unión de Artistas de Leningrado para una exposición de las obras de Nikolai Timkov. En 1982 la pintura fue exhibida en la exposición en Moscú, en la Casa de los Artistas. En el mismo año, la pintura fue exhibida en la exposición Timkov en la Academia de la Fuerza Aérea y el Yuri Gagarin en la Ciudad de las Estrellas. En 1994, la pintura fue exhibida en una exposición en Francia de obras de las colecciones de la Unión de Artistas de San Petersburgo. En 2007 la pintura «Invierno Ruso» fue reproducida en el libro de «Realismo socialista desconocido. La Escuela de Leningrado».